# Аль-Мутадид Биллах
Абу́-ль-Абба́с А́хмад ибн Та́лха аль-Мутади́д би-лла́х (857—902) — багдадский халиф из династии Аббасидов.

## Биография
Аль-Мутадид был сыном визиря и регента Аль-Муваффака и племянником халифа Аль-Мутамида. Его матерью была невольница Саваб. Его отец, страдая от прогрессирующего элефантиаза, в 889 году отошёл от дел, доверив управление государством сыну. Когда в 891 году Аль-Муваффак скончался, то Аль-Мутадид официально унаследовал его должность, а когда в следующем году умер и халиф — стал новым халифом.
Аль-Мутадид был храбрым и энергичным правителем. Он подавил хариджитов в Месопотамии и вернул Египет под власть халифата, реорганизовал администрацию и реформировал финансы.
Успешно воевал с тюрками, продолжал войны с Византией и Тулунидами.
Заключил мир с Тулунидами, женившись на дочери их халифа.
Расправился с другими эмирами, среди которых были Дулафиды, Шаффариды и Халиды, увеличил влияние Хамданидов и Саманидов. Успешно воевал с карматами. Карматы дошли до Дамаска, но были разгромлены Тулунидами. Дамаск они пытались взять несколько раз. Карматы контролировали Сирию и зверствовали в Хаме, Баальбеке, Маарре и Саламии, под их контролем был Хомс, но под Алеппо они потерпели поражение и карматские вожди были схвачены и казнены. Позднее они покинули Сирию и перебрались в Йемен и Магриб.
Умер в 902 году, возможно он был отравлен.